# Kapitán Stormfield na návštěvě v nebi
Captain Stormfield's Visit to Heaven (Kapitán Stormfield na návštěvě v nebi) je povídka Marka Twaina, která vypráví o cestě kapitána Eliáše Stormfielda do nebe.
Příběh sleduje kapitána Stormfielda na dlouhé cestě do nebe; jeho náhodné bloudění; krátkodobý zájem o zpěv a hru na harfu (vše způsobené jeho představami o nebi); nadměrný zájem o duše „celebrit“ jako jsou např. Adam a Mojžíš, kteří se podle Twaina odcizili většině lidí stejně jako celebrity na naší zemi. Twain používá příběhu ke sdělení svého názoru o tom, že naše vnímání nebe není správné a je v něm mnoho nesrovnalostí.